# King Kong (Jibbs)
King Kong è il secondo singolo di Jibbs, tratto dall'album Jibbs feat. Jibbs, che vede anche la partecipazione di Chamillionaire.

## Informazioni
Il titolo della canzone non si riferisce alla scimmia gigante di numerosi film, ma ad un sistema audio formato da subwoofer (altoparlanti adatti alla riproduzione di audio a bassa frequenza), che si trovano in alcuni camion. Il riferimento originale era alla "King Kong Electronics", produttrice di periferiche audio per automobili, tra cui proprio i subwoofer. Nel video, il camion alla fine reca su una fiancata le parole "King Kong", nello stesso carattere del titolo del remake del 2005.

## Classifiche
Debuttò nella Billboard Hot 100 al 96º posto. I presupposti non erano felicissimi, e non si pensava potesse far bene come Chain Hang Low. Dopo una settimana scende al 98º posto (Chain Hang Low, nella sua seconda settimana di permanenza in chart, era arrivata in top 40). Successivamente salì all'87º posto. Il suo massimo raggiunto è il n° 54.

## Curiosità
- Jibbs ha "prestato" la sua canzone come "entry music" (musica d'entrata) per il pugile Cory Spinks, prima del match del 19 maggio 2007 contro Jermain Taylor. Sia Jibbs sia Spinks sono di Saint Louis, nel Missouri.